# Física moderna
Física moderna é a denominação dada ao conjunto de teorias surgidas no começo do século XX, principiando com a Mecânica Quântica e a Teoria da Relatividade e as alterações no entendimento científico daí decorrentes, bem como todas as teorias posteriores. De fato, destas duas teorias resultaram drásticas alterações no entendimento das noções do espaço, tempo, medida, causalidade, simultaneidade, trajetória e localidade.

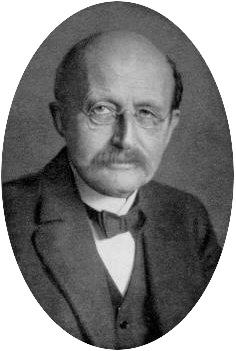
Max Planck

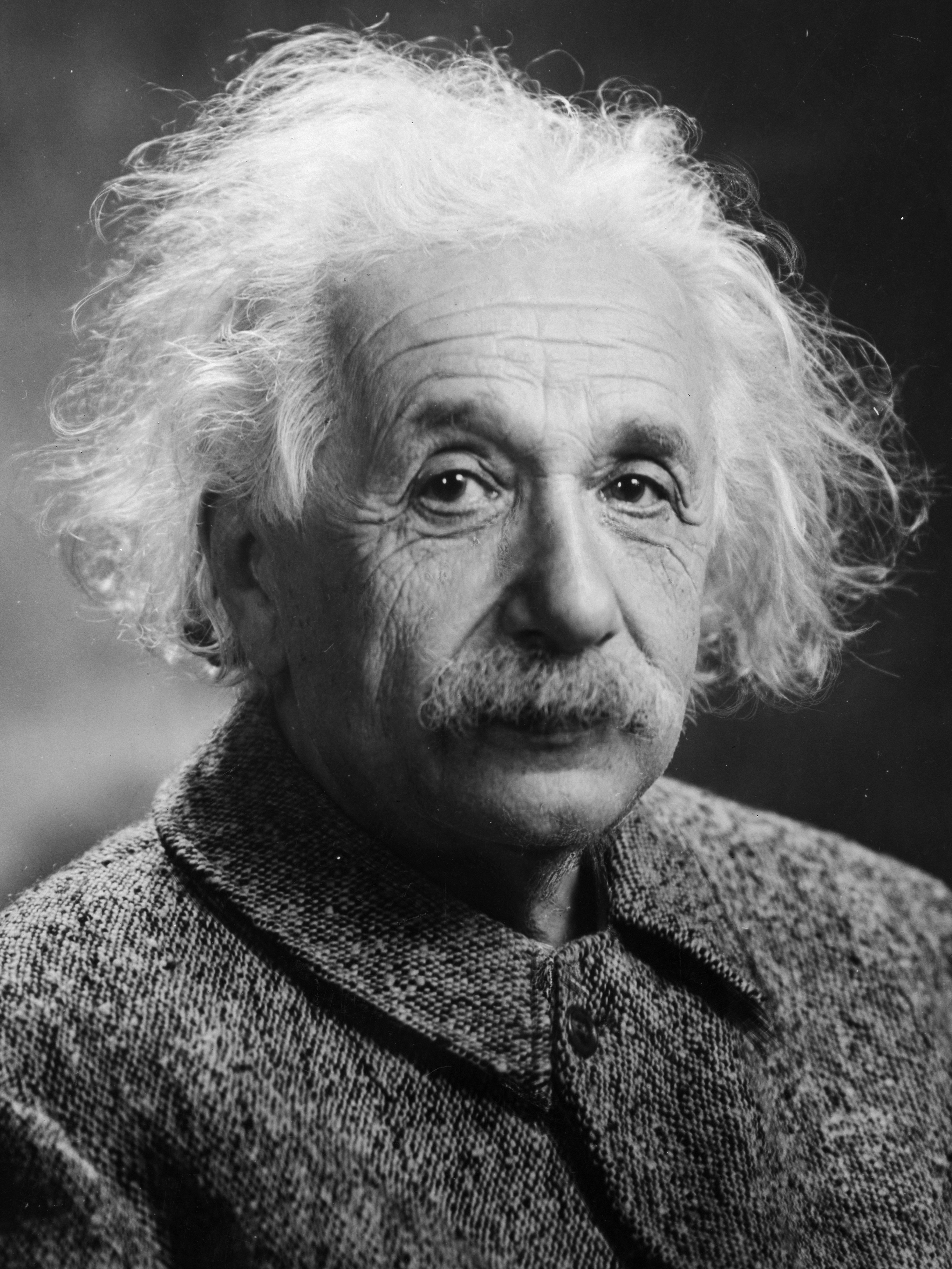
Albert Einstein

A mecânica quântica surgiu inicialmente dos trabalhos de Max Planck e de Albert Einstein. Um dos mais importantes problemas de física não resolvidos no final do século XIX, era o da radiação do corpo negro. Planck resolve este problema em 1901, utilizando como hipótese ad hoc que a energia deste não tem um espectro contínuo, mas pelo contrário é discreta ou, em outras palavras, quantizada. Einstein utiliza esta mesma hipótese para resolver o problema do efeito fotoeléctrico, em 1905. Mas vai mais longe, propondo que esta é na realidade a verdadeira natureza da luz. A essa quantidade discreta de luz se chama quantum de luz ou fóton.
Nasce assim a Mecânica Quântica que será posteriormente desenvolvida pelo trabalho de muitos outros cientistas como Niels Bohr, Erwin Schrödinger, Werner Heisenberg, Einstein, Louis de Broglie, Max Born, Wolfgang Pauli ou Paul Dirac, citando apenas os mais importantes.
A hipótese de que a energia é quantizada permite então resolver muitos dos problemas pendentes da Física do início do séc. XX. Einstein utiliza-a para explicar o calor específico dos sólidos e Niels Bohr para explicar a estabilidade do átomo. O primeiro modelo atómico, chamado modelo de Bohr, é posteriormente melhorado por Sommerfeld e outros cientistas acima referidos dando origem à moderna teoria quântica, com uma formalização em moldes mais rigorosos. Tal desenvolvimento também se deu pelos esforços do matemático John von Neumann.
Dentre esses desenvolvimentos, a teoria quântica abandonou parcialmente a noção de trajetória e da localidade, em função do princípio da incerteza de Heisenberg. Assim tem-se a noção da trajetória, de natureza determinista, substituída pela noção de função de onda, de natureza probabilística. Essa interpretação da função de onda, como medida da potencialidade de localização de uma partícula, foi dada pela análise e correta interpretação de Max Born.
Bohr contribui decisivamente também para esse desenvolvimento ulterior da mecânica quântica. Ele e seus seguidores (incluindo Heisenberg) ajudaram a formar a chamada Interpretação de Copenhaga. Nessa interpretação, dá-se a explicação quântica da medida. Uma medida realizada sobre um sistema quântico resulta da interação do observador - um aparelho de medida geralmente clássico - com um sistema quântico. Como a medida resulta numa certeza sobre um valor de uma grandeza (observável) ao passo que a função de onda associada representa uma função de probabilidades em termos da posição e tempo, tal conjectura implica dizer que o ato de medir acarreta um colapso da função de onda: o ato de medir destrói um possível emaranhamento quântico e literalmente cria a realidade experimentalmente mensurada.
Também em 1905, Einstein publica a teoria da relatividade restrita, nesta a ideia clássica que se tinha da simultaneidade foi abandonada, em decorrência da finitude da velocidade de transmissão das interações electromagnéticas, que resulta da teoria clássica do electromagnetismo de Maxwell. A simultaneidade passa a depender do referencial que se está adotando para se analisar uma dada situação física. É assim, a invariância da velocidade da luz (que corresponde precisamente à velocidade de transmissão das interações) implica que as noções de espaço e tempo se mesclam em um novo conceito, o espaço-tempo. Para a teoria da relatividade restrita contribuíram decisivamente também Henri Poincaré, Hendrik Lorentz e Hermann Minkowski. Assim se encerra de modo consistente a teoria da electrodinâmica clássica. Posteriormente, em 1915, Einstein leva mais longe os conceitos da teoria da relatividade ao generalizar o conceito de finitude da velocidade de transmissão das interações à interação gravitacional. Do desenvolvimento desta ideia resulta a moderna teoria da gravitação, conhecida por teoria da relatividade geral.
É Dirac quem posteriormente formaliza a teoria da Electrodinâmica Quântica que une de modo consistente a teoria quântica e a electrodinâmica clássica, baseando-se em trabalho anterior de Oskar Klein, Walter Gordon e Vladimir Fock. As tentativas de lhes juntar também a teoria da relatividade geral foram até hoje infrutíferas, sendo este um dos maiores problemas em aberto da física moderna.